# Science-Fiction-Jahr 1815
Übersicht

◄ | 1811 | 1812 | 1813 | 1814 | Science-Fiction-Jahr 1815 | 1816 | 1817 | 1818 | 1819 | ► | ►►

Weitere Ereignisse

## Geboren
- Eduard Boas († 1853)